# AP5S1
AP5S1 (англ. Adaptor related protein complex 5 sigma 1 subunit) – білок, який кодується однойменним геном, розташованим у людей на короткому плечі 20-ї хромосоми. Довжина поліпептидного ланцюга білка становить 200 амінокислот, а молекулярна маса — 22 522.
| 10         |  | 20         |  | 30         |  | 40         |  | 50         |
| ---------- |  | ---------- |  | ---------- |  | ---------- |  | ---------- |
| MVHAFLIHTL |  | RAPNTEDTGL |  | CRVLYSCVFG |  | AEKSPDDPRP |  | HGAERDRLLR |
| KEQILAVARQ |  | VESMCRLQQQ |  | ASGRPPMDLQ |  | PQSSDEQVPL |  | HEAPRGAFRL |
| AAENPFQEPR |  | TVVWLGVLSL |  | GFALVLDAHE |  | NLLLAEGTLR |  | LLTRLLLDHL |
| RLLAPSTSLL |  | LRADRIEGIL |  | TRFLPHGQLL |  | FLNDQFVQGL |  | EKEFSAAWPR |
|            |  |            |  |            |  |            |  |            |

A: Аланін

C: Цистеїн

D: Аспарагінова кислота

E: Глутамінова кислота

F: Фенілаланін

G: Гліцин

H: Гістидин

I: Ізолейцин

K: Лізин

L: Лейцин

M: Метіонін

N: Аспарагін

P: Пролін

Q: Глутамін

R: Аргінін

S: Серин

T: Треонін

V: Валін

W: Триптофан

Задіяний у таких біологічних процесах, як транспорт, транспорт білків, пошкодження ДНК, репарація ДНК. 
Локалізований у цитоплазмі, мембрані, лізосомі, ендосомах.